# Fiskdagar
Fiskdagar är de dagar då man börjar binda fisknät och vårda andra fångstredskap (enligt äldre språkbruk kallat bragder). Enligt skrock på Gotland bör arbetet helst göras i februari, d.v.s. då i Zodiaken solen går in i Fiskarnas stjärnbild och då månen står i ny. 